# Халилов, Манаф Аббас оглы
Манаф Аббас оглы Халилов (азерб. Manaf Abbas oğlu Xəlilov; 1899, Кала, Бакинская губерния — 14 июля 1944) — советский и азербайджанский хозяйственный и государственный деятель.

## Биография
Родился в 1899 году в Баку. Член ВКП(б) с 1919 года.
С 1919 года — на хозяйственной, общественной и политической работе. В 1919—1938 годы — на хозяйственной работе в Закавказской СФСР и Азербайджанской ССР. Заведующий 4-м промыслом треста «Лениннефть». Первый заместитель председателя Совета Народных Комиссаров Азербайджанской ССР. Врио народного комиссара лёгкой промышленности Азербайджанской ССР.
Член бюро Ленинского районного комитета ЦК КП(б) Азербайджана. Избирался депутатом Верховного Совета СССР 1-го созыва, Верховного Совета Азербайджанской ССР 1-го созыва.
В июле 1938 года арестован по обвинению в руководстве «Запасным правотроцкистским центром контрреволюционной националистической организации». Как и другие арестанты по этому делу, подвергся пыткам и избиениям, в связи с чем был вынужден признать выдвинутое против него обвинение. Однако, в 1939 году отказался от своих показаний. После этого дело несколько раз возвращалось на доследование. Наконец, в 1941 году был осужден приговором суда на 15 лет исправительно трудовых лагерей с конфискацией имущества. 
Умер в заключении в 1944 году. В 1955 году определением Военной Коллегии Верховного Суда СССР был посмертно реабилитирован.